# Masacre de Tunam
La masacre de Tunam o masacre del médico y el capellán fue un crimen de guerra que tuvo lugar durante la guerra de Corea el 16 de julio de 1950, en una montaña que se encuentra sobre el pueblo de Tunam, en Corea del Sur. Treinta soldados estadounidenses y un capellán fueron asesinados por miembros del ejército norcoreano durante la batalla de Taejon.
Operando desde el río Kum durante la batalla de Taejon, las tropas del 19.º regimiento de infantería y la 24.ª división de infantería del ejército estadounidense fueron aisladas mediante un puesto de control de carretera establecido por las tropas norcoreanas de la 3.ª división, NK. El puesto de control resultó difícil de destruir, y forzó a las tropas estadounidenses a desplazarse a través de las montañas para evacuar sus heridos.
Treinta soldados críticamente heridos del bando estadounidense quedaron varados en la cumbre de la montaña donde fueron atendidos por dos no combatientes; un capellán y un médico. Poco después, los heridos fueron descubiertos por una patrulla norcoreana. A pesar de que el médico pudo escapar, los norcoreanos ejecutaron al capellán desarmado mientras rezaba junto a los heridos, para después matar a los soldados estadounidenses.
La masacre fue uno de los incidentes que llevaron a los comandantes de Estados Unidos a establecer una comisión en julio de 1950 para investigar los crímenes de guerra. Ese mismo mes, los comandantes de Corea del Norte, preocupados por la manera en la que sus soldados trataban a los prisioneros de guerra, sentaron estrictas directrices acerca del manejo de los enemigos cautivos.

## Antecedentes

### Estallido de la guerra

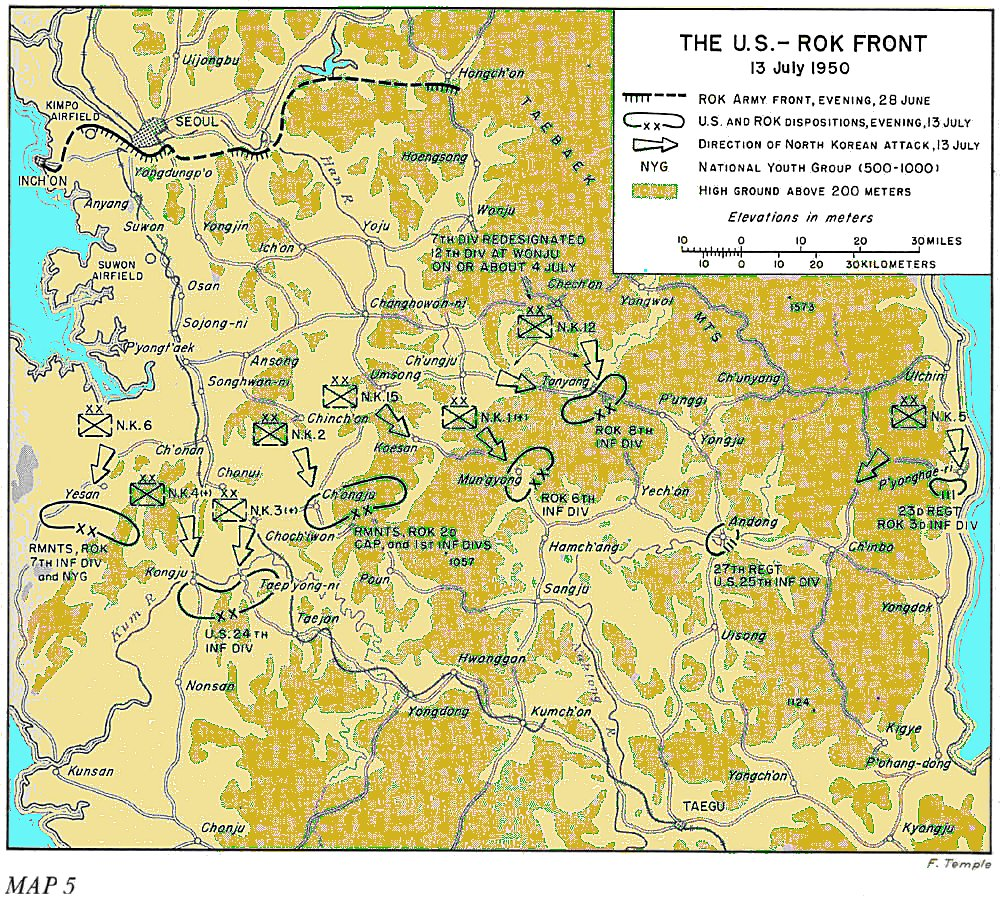
Línea frontal de la Guerra de Corea, el 13 de julio de 1950.

Después de la invasión que sufrió la República de Corea (Corea del Sur) por su vecino del norte, la República Popular Democrática de Corea (Corea del Norte), la Organización de las Naciones Unidas envió tropas a la zona de conflicto para prevenir un colapso del estado surcoreano. Desafortunadamente, el número de las fuerzas disponibles para apoyar este esfuerzo había disminuido considerablemente desde la finalización de la Segunda Guerra Mundial cinco años antes.
La división estadounidense más cercana, la 24.ª División de infantería del Octavo Ejército de Estados Unidos, con sede en Japón, se encontraba débil y la mayoría de su equipo era inadecuado debido a los recortes presupuestarios realizados durante el primer gobierno de Truman. A pesar de ello, la 24.ª división fue la primera unidad estadounidense que se envió a Corea para amortiguar el ataque inicial norcoreano y poder ganar tiempo para el despliegue de fuerzas adicionales, como las divisiones de infantería 7.ª y 25.ª, la 1.ª División de caballería y otras ocho unidades de apoyo.

### Retraso de la acción

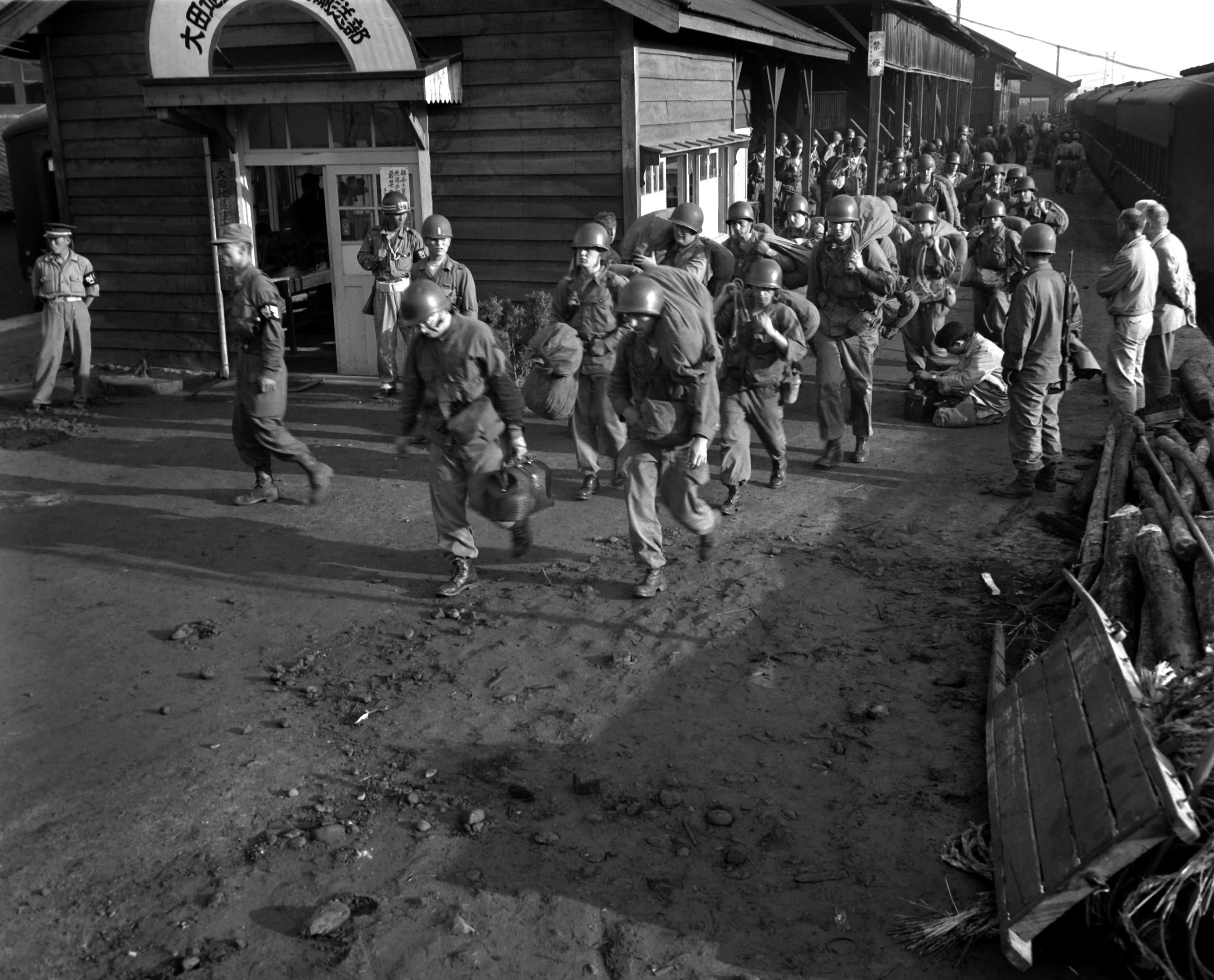
La "Fuerza de Tareas Smith" llegando a Corea del Sur.

Los elementos avanzados de la 24.ª División de infantería fueron derrotados en la batalla de Osan el 5 de julio, durante la primera batalla entre las fuerzas norcoreanas y las estadounidenses. La fuerza de la batalla, “la Fuerza de Tareas Smith”, se retiró de Osan, y las fuerzas estadounidenses fueron una vez más derrotadas en la batalla de Pyongtaek. Después de una semana de la derrota de “la Fuerza de Tareas Smith”, los soldados de la 24.ª División de infantería fueron derrotados y forzados a ir al sur por la fuerza norcoreana que era superior tanto en número como en equipamiento. Los regimientos de la 24.ª División de infantería fueron empujados a los alrededores de Chochiwon, Chonan, Pyongtaek, Hadong y Yechon. Algunos de estos soldados estadounidenses solo habían realizado tareas de ocupación en Japón y no tenían experiencia en combates reales, por lo que se encontraban poco preparados en comparación a las disciplinadas unidades norcoreanas.
El 12 de julio, el comandante de división, el general de división William F. Dean, ordenó a las divisiones de infantería 19.ª, 21.ª y 34.ª cruzar el río Kum, destruyendo los puentes a su paso para establecer posiciones de defensa alrededor de Taejon. Taejon era la gran ciudad de Corea del Sur, situada a 160 km al sur de Seúl y a 210 km al noroeste de Pusan y era aquí, en Taejon donde estaba el cuartel general de la 24.ª División de infantería. Dean formó una línea con las divisiones de infantería 34.ª y 19.ª protegiendo al este, manteniendo a la 21.ª División en reserva en el sureste. El río Kum rodeaba la ciudad al norte y oeste, proporcionando una línea de defensa de 10 a 15 millas de las afueras de Taejon, donde estaba protegida en el sur por las montañas Sobaek. Con ferrocarriles principales y carreteras que iban en todas las direcciones, Taejon se convirtió en el mayor nudo de transporte entre Seúl y Taegu, dándole un gran valor estratégico tanto para las fuerzas estadounidenses, como las norcoreanas. Taejon tuvo que ser defendido para detener a las fuerzas norcoreanas de converger en las aún no finalizadas líneas de defensa alrededor de Pusan.

## Masacre

### Ataque norcoreano

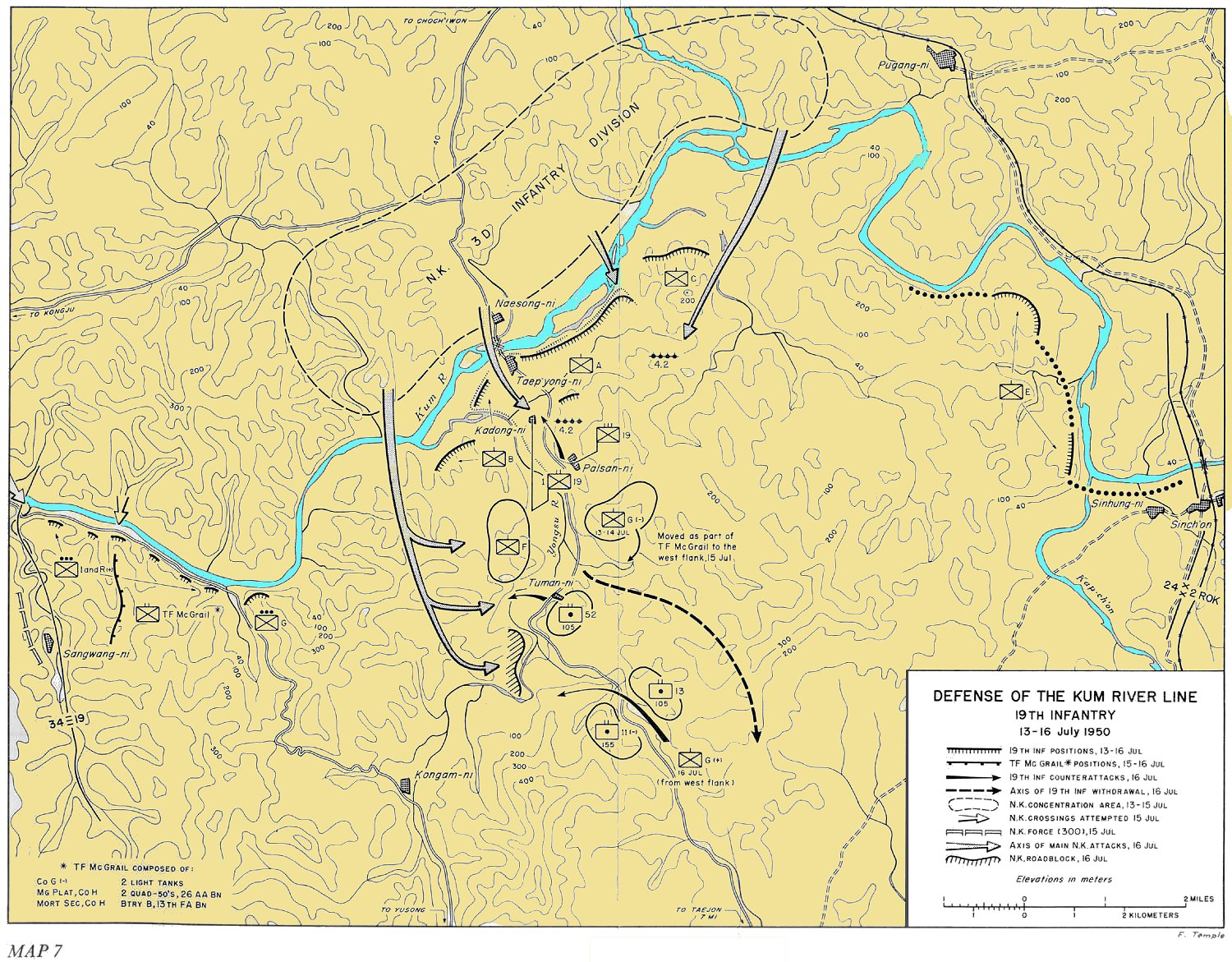
Mapa de defensa de la 19.ª regimiento de infantería en el río Kum.

Después de la penetración inicial en el norte, la retirada de la 34.ª División de infantería se movió al sur en dirección a Nonsan. El 15 de julio, la 19.ª División de infantería movió su segundo batallón para llenar algunos huecos que había dejado la 34.ª División. Ahí, fue reforzada por tropas del ejército de la República de Corea (Corea del Sur). Las fuerzas combinadas observaron la construcción que habían realizado las fuerzas norcoreanas al oeste del río. A las 03:00 horas del 16 de julio, los norcoreanos comenzaron un bombardeo masivo con tanques, artillería y disparos de mortero hacia la 19.ª División de infantería, mientras estos comenzaban a cruzar el río en botes. Las fuerzas norcoreanas se reunieron y asaltaron las posiciones de las compañías C y E del primer batallón, seguido de un embarque contra la Compañía B. Atacaron al batallón por completo, amenazando con acabar con él. El comandante de regimiento ordenó todas las tropas y oficiales de apoyo a la línea para que ellos pudieran impedir el asalto. Mientras tanto, en el combate cuerpo a cuerpo, las fuerzas norcoreanas infiltraron sus elementos de retaguardia, atacando a las fuerzas de reserva y bloqueando las líneas de apoyo. A pesar del esfuerzo, la 19.ª División de infantería fue incapaz de mantener la línea del río Kum y al mismo tiempo repeler las fuerzas de Corea del Norte.

### Puesto de control
Las tropas norcoreanas rápidamente situaron un puesto de control detrás de la línea de la 19.ª División de infantería en su propia ruta de apoyo para llegar al pueblo de Tunam, justo al sur de Yusong en las afueras del este de Taejon. La línea de control se volvió un serio problema para las fuerzas estadounidenses que trataban de mover las municiones y los heridos hacia y desde la línea del río Kum. Alrededor de las 13:00 horas del 16 de julio, el comandante regimental de la 19.ª División de infantería contactó a Dean, quien ordenó destruir la línea de control. No obstante, las tropas norcoreanas habían instalado al menos seis ametralladoras sobre el camino en Tunam protegiendo su puesto de control. Los ataques que realizaban hicieron imposible alejar a las tropas norcoreanas.
El puesto de control impedía la evacuación de los heridos, y aunque algunas tropas intentaron llevar a los heridos en jeeps para atravesar el puesto de control, fueron expuestos a ataques con ametralladoras. A las 16:00 horas, columnas de apoyo fueron instaladas en el puesto, haciendo imposible cualquier ataque, inclusive ataques aéreos para poder desalojar a los norcoreanos. 500 hombres del regimiento fueron reunidos para poder romper el puesto de control mientras unidades de tanques pesados de Taejon se movían contra ellos del otro lado. Durante estos momentos, los soldados estadounidenses de la 19.ª División de infantería, desesperados en moverse alrededor del puesto de control para obtener suministros y cuidar a los heridos, comenzaron a moverse entre las colinas. Un tanque estaba disponible para atravesar el puesto de control y lograr evacuar al comandante herido de la 19.ª División de infantería, pero a las 19:00 horas los comandantes ordenaron al regimiento mover a los heridos a lo largo de las colinas al este del puesto de control.

### Ejecución
A las 21:00 horas, alrededor de 100 hombres de la 19.ª División de infantería se movieron entre las colinas al este de la ciudad. Llevaban consigo a 30 heridos, incluyendo algunos pacientes en camillas que se encontraban en estado crítico como para caminar por sí mismos. A algunos del grupo de los 100 se les ordenó llevar a los heridos, pero muchos de ellos se separaron del grupo en las montañas. En el momento en que llegaron a la cima de la montaña, los oficiales decidieron que los que se encontraban severamente heridos no podrían ser traslados por mucho más tiempo debido a que quienes los transportaban se encontraban exhaustos. El oficial del regimiento médico, el capitán Linton J. Buttrey, y el capellán Herman G. Felhoelter permanecieron con los heridos intentando transportarlos, cuando otro grupo de tropas llegó para poder llevárselos. Buttrey vestía un brazal con la Cruz Roja que lo identificaba como médico, mientras Felhoelter vestía un largo brazal de la cruz latina que lo identificaba como capellán militar del Cuerpo de Capellanes del ejército estadounidense. Tanto ellos como los heridos se consideraban como no combatientes bajo ley internacional al no llevar armas.
Poco después, Buttrey y Felhoelter escucharon a una patrulla norcoreana acercarse; un grupo de hombres de la 3.ª División norcoreana se había infiltrado a las líneas estadounidenses. Felhoelter le dijo a Buttrey que escapara, y aunque éste logró escapar, el escape le causó una severa herida de bala en el tobillo debido a que un soldado norcoreano le disparó mientras corría. Felhoelter comenzó a administrar los últimos ritos y la extremaunción a los heridos mientras éstos seguían postrados en las camillas. En este punto, observadores de la sede de la 19.ª infantería regimental los que se encontraban en la base de compañía miraron a través de binoculares a tropas norcoreanas jóvenes y posiblemente poco entrenadas que llegaban al sitio de los heridos. Las tropas se encontraban armadas con fusiles soviéticos y subfusiles PPSh-41. Mientras Felhoelter estaba arrodillado rezando sobre los soldados heridos, los soldados norcoreanos le dispararon en la cabeza y espalda. Poco después, procedieron a disparar y matar a los 30 soldados críticamente heridos con sus subfusiles antes de retirarse.

## Repercusiones

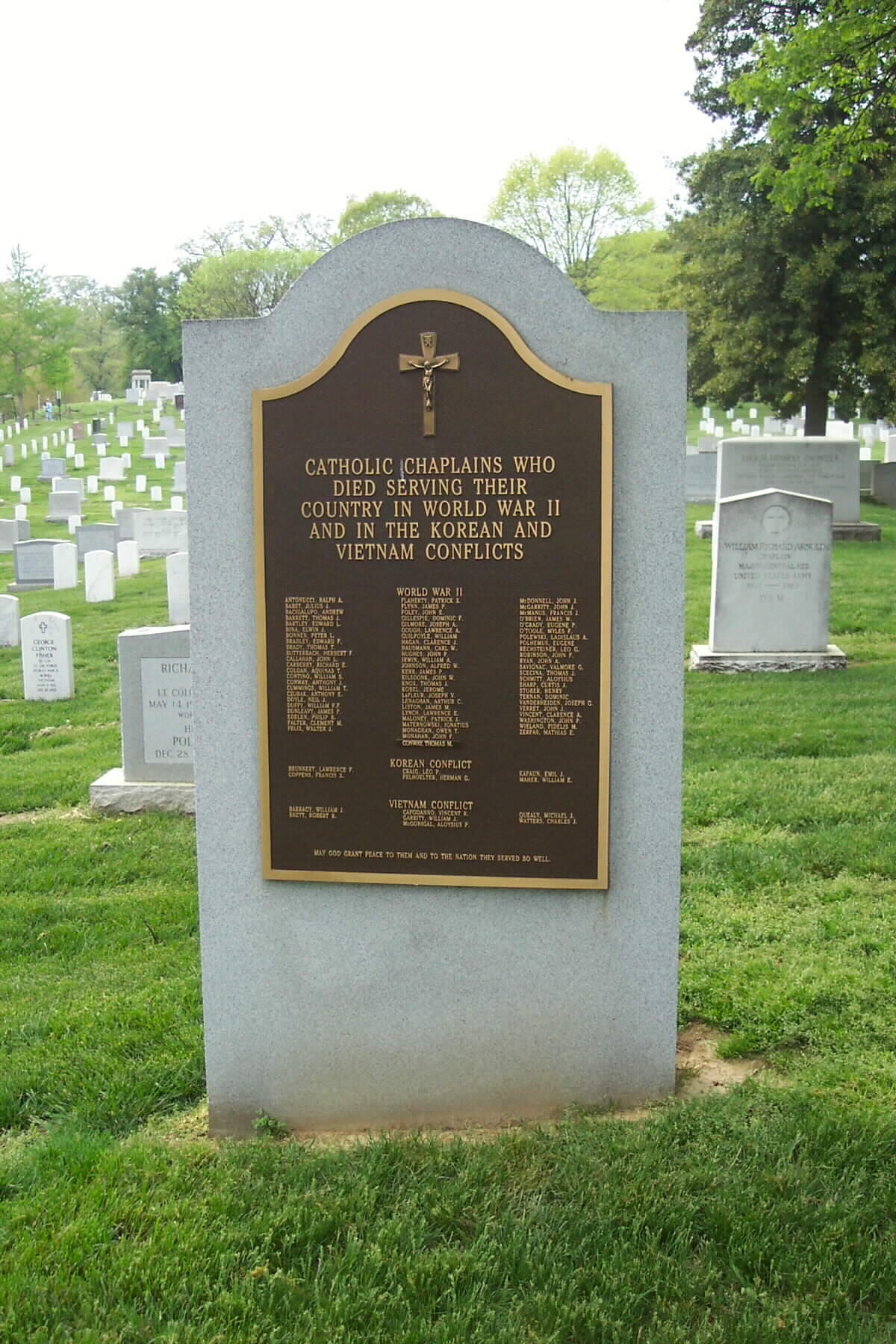
La colina de capellán. Un monumento en el cementerio nacional de Arlington, donde Felhoelter es recordado.

Los soldados estadounidenses pudieron rescatar solo a 3 de las víctimas de la masacre debido al caos de la batalla y a la subsecuente retirada estadounidense, así mismo, fueron incapaces de capturar a cualquier soldado norcoreano que hubiese participado en la masacre. Por sus acciones voluntarias en quedarse atrás con los heridos, Herman G. Felhoelter fue premiado con la “Cruz por Servicio Distinguido”, la segunda condecoración de valor más importante otorgada a las fuerzas militares. Herman fue el primer capellán de la guerra en recibir un premio por valor. Recibió un breve obituario en la revista Time en el mes de diciembre de 1952. Felhoelter fue el primero de 12 capellanes muertos o desaparecidos en aquel punto de la guerra, incluyendo a Emil J. Kapaun, el segundo capellán de la guerra al que se le otorgó la “Cruz por Servicio Distinguido”.

### Respuesta de Estados Unidos
Este incidente sería uno de los primeros de una serie de atrocidades por los que las fuerzas estadounidenses acusaron a los soldados norcoreanos. Después de esta masacre, la masacre del cerro 303 y la masacre del barranco sangriento, los comandantes estadounidenses establecieron una comisión el 27 de julio para investigar de denuncias de crímenes de guerra y recolectar evidencia.
A finales de 1953, el comité de estado de Estados Unidos en operaciones de gobierno, liderado por Joseph McCarthy, condujo una investigación que obtuvo hasta 1,800 incidentes reportados de crímenes de guerra cometidos a lo largo de la guerra de Corea. La masacre del médico y el capellán fue una de las primeras en ser investigada, y fue en ese momento donde la masacre recibió su nombre. Buttrey, el único sobreviviente de las ejecuciones, fue llamado a testificar con anterioridad por el comité, y el gobierno estadounidense concluyó que el ejército norcoreano había violado los términos de la convención de Ginebra y condenaron sus acciones.
En 1981, Estados Unidos construyó una serie de monumentos en el cementerio nacional de Arlington, en Arlington, Virginia, listando los nombres de los capellanes muertos en varias guerras incluyendo la Segunda Guerra Mundial, la guerra de Corea, y la guerra de Vietnam. El nombre de Felhoelter se encontraba en aquellos que fueron grabados en el memorial.

### Respuesta de Corea del Norte
Una investigación subsecuente encontró que el comandante norcoreano no ordenó directamente a sus tropas maltratar a los prisioneros o desarmados y heridos durante la fase temprana de la guerra. La masacre de Tunam y otras atrocidades similares pudieron haber sido realizadas por “pequeñas unidades no controladas; elementos individuales vengativos que se encontraban en situaciones poco favorables o desesperadas”. Entre más tropas norcoreanas de las líneas de frente sufrían condiciones que empeoraban con el tiempo, más era el maltrato que recibían los prisioneros y heridos estadounidenses. T. R. Fehrenbach, un historiador militar, escribió en su análisis que los norcoreanos habían cometido estos actos debido a que estaban acostumbrados a la tortura y a la ejecución por décadas debido a la opresión del imperio de Japón hasta la Segunda Guerra Mundial.
El 28 de julio de 1950, una orden del general Lee Young Ho, comandante de la tercera división norcoreana, fue interceptada por la inteligencia de las Naciones Unidas. El documento fue firmado por Kim Chaek, comandante en jefe, y Choi Yong-kun, comandante general avanzado de la sede del ejército norcoreano, donde instituían que matar a los prisioneros de guerra quedaba “estrictamente prohibido”, Lee dirigió la unidad individual de sección cultural para informar a las tropas de división de la regla. La masacre del cerro 303 realizada al siguiente mes sugirió a los comandantes de división norcoreanos resolver la problemática del tratamiento hacia los prisioneros de guerra.

### Citas
1. ↑  Appleman, 1998, p. 59
2. ↑  Varhola, 2000, p. 3
3. ↑  Appleman, 1998, p. 60
4. ↑  Alexander, 2003, p. 52
5. ↑  Catchpole, 2001, p. 15
6. 1 2  Alexander, 2003, p. 90
7. ↑  Varhola, 2000, p. 4
8. ↑  Fehrenbach, 2001, p. 60
9. ↑  Alexander, 2003, p. 63
10. ↑  Summers, 2001, p. 266
11. ↑  Fehrenbach, 2001, p. 88
12. ↑  Alexander, 2003, p. 121
13. ↑  Fehrenbach, 2001, p. 92
14. 1 2  Millett, 2010, p. 187
15. 1 2  Appleman, 1998, p. 135
16. ↑  Fehrenbach, 2001, p. 93
17. ↑  Alexander, 2003, p. 84
18. ↑  Fehrenbach, 2001, p. 94
19. ↑  Alexander, 2003, p. 85
20. ↑  Appleman, 1998, p. 139
21. 1 2  Alexander, 2003, p. 86
22. ↑  Appleman, 1998, p. 140
23. 1 2  Alexander, 2003, p. 87
24. ↑  Appleman, 1998, p. 141
25. ↑  Alexander, 2003, p. 88
26. ↑  Appleman, 1998, p. 142
27. ↑  Alexander, 2003, p. 89
28. 1 2 3 4 5  Appleman, 1998, p. 143
29. 1 2 3 4 5 6  Alexander, 2003, p. 91
30. 1 2 3 4  McCarthy, 1954, p. 7
31. 1 2  Millett, 2010, p. 161
32. ↑  Religion: Chaplains Courageous, Time Magazine, 1 de diciembre de 1952, archivado desde el original el 8 de enero de 2012, consultado el 28 de agosto de 2011.
33. 1 2  Fehrenbach, 2001, p. 136
34. ↑  Millett, 2010, p. 160
35. ↑  McCarthy, 1954, p. 1
36. ↑  McCarthy, 1954, p. 16
37. ↑  «Chaplain's Hill and Three Monuments». Arlington National Cemetery. 2010. Archivado desde el original el 28 de octubre de 2011. Consultado el 28 de agosto de 2011.
38. 1 2 3 4  Appleman, 1998, p. 350
39. ↑  Alexander, 2003, p. 144
40. ↑  Fehrenbach, 2001, p. 137